# Gymnopilus tyallus
Gymnopilus tyallus là một loài nấm thuộc họ Cortinariaceae.